# Hartford City, Indiana
Hartford City är en ort i Blackford County i den amerikanska delstaten Indiana. Orten grundades år 1839 ett år efter countyts grundande och har varit dess administrativa huvudort sedan dess. Det ursprungliga namnet var Hartford och namnet ändrades till Hartford City under 1840-talet. Trots detta fick orten officiell status som town först år 1867 och city först år 1893. Upptäckten av naturgas under 1890-talet bidrog till stigande välstånd för områdets invånare.